# PowerStrip
PowerStrip – program komputerowy, stworzony przez firmę EnTech Taiwan, służący do przetaktowywania kart graficznych i zarządzania parametrami monitora.
Wersja 3.90 z maja 2011 zawiera dane o ponad 1500 modelach monitorów.